# 105P/Singer Brewster
105P/Singer Brewster – kometa krótkookresowa, należąca do rodziny Jowisza.

## Odkrycie
Kometa została odkryta 3 maja 1986 roku w Obserwatorium Palomar w Kalifornii przez Stephena Singera-Brewstera.

## Orbita komety i właściwości fizyczne
Orbita komety 105P/Singer Brewster ma kształt elipsy o mimośrodzie 0,41. Jej peryhelium znajduje się w odległości 2,05 j.a., aphelium zaś 4,89 j.a. od Słońca. Jej okres obiegu wokół Słońca wynosi 6,46 roku, nachylenie do ekliptyki to wartość 9,17˚.
Jądro tej komety ma rozmiary 2,2 km.